# Кавказский меловой круг
«Кавказский меловой круг» (нем. Der kaukasische Kreidekreis) — пьеса немецкого поэта и драматурга Бертольта Брехта, в первой редакции законченная в 1945 году; одно из наиболее последовательных воплощений теории «эпического театра».

## История создания
В середине 1920-х годов в берлинском Лессинг-театре с большим успехом шла пьеса Клабунда (Альфреда Геншке) «Меловой круг» (Der Kreidekreis), представлявшая собой обработку китайской легенды, — к этому времени биографы Б. Брехта относят и замысел его пьесы. Другим сюжетным источником Брехту послужила библейская притча о суде царя Соломона, который, разрешая спор между двумя женщинами из-за ребёнка, приказал разрубить его пополам, — настоящая мать ради спасения ребёнка отказалась от него в пользу соперницы. В 1940 году Брехт написал новеллу «Аугсбургский меловой круг» с тем же сюжетом, отнеся место действия в Германию времён Тридцатилетней войны.
Написан «Кавказский меловой круг» был лишь в 1945 году в Соединённых Штатах. То, что действие пьесы разворачивается в Грузии, на фоне ещё не закончившейся Второй мировой войны, биограф Брехта Эрнст Шумахер связывал с желанием автора отдать дань самоотверженности Советского Союза в этой войне. При этом Брехт, как считал Шумахер, вполне отдавал себе отчёт в том, что просоветский пролог пьесы исключал возможность постановки её на Бродвее. Впервые «Кавказский меловой круг» был поставлен в 1947 году — на сцене «Нурс Литтл Театр» (англ. Nourse Little Theater) Карлтонского колледжа в Нортфилдсе (штат Миннесота) режиссёром Х. Гудмэном.
В первоначальной редакции пьеса была опубликована в 1948 году в журнале «Sinn und Form». Готовясь к постановке «Кавказского мелового круга» в театре «Берлинер ансамбль», Брехт в 1953—1954 годах существенно переработал пьесу, — в окончательной редакции она вошла в сборник «Опыты» (Versuche), изданный в 1954 году в Берлине.
На русском языке пьеса впервые была опубликована в 1956 году в сборнике пьес Брехта в переводе С. Апта.

## Действующие лица
- Аркадий Чхеидзе — певец
- Георгий Абашвили — губернатор
- Нателла — его жена
- Михаил — их сын
- Гоги — адъютант
- Арсен Казбеки — жирный князь
- Конный гонец из города
- Hико Mикадзе и Миха Лоладзе — врачи
- Симон Хахава — солдат
- Груше Вахнадзе — судомойка
- Лаврентий Вахнадзе — брат Груше
- Анико — его жена
- Крестьянка — временная свекровь Груше
- Давид — её сын, муж Груше
- Аздак — деревенский писарь
- Шалва — полицейский.
- Старик беглец — великий князь
- Колхозники и колхозницы, слуги во дворце губернатора и другие второстпенные персонажи

## Сюжет
Действие происходит в Грузии, во время Великой Отечественной войны — непосредственно после вытеснения немецких войск с Кавказа. У разрушенной деревушки собрались колхозники; приехавший из столицы представитель государственной комиссии по восстановлению хозяйства пытается разрешить спор между двумя колхозами из-за земли: раньше на ней располагались пастбища овцеводческого колхоза «Ашхети», теперь её хотят передать другому колхозу под плодоводство и виноградарство. Пока гость из Москвы рассматривает письменные предложения, плодоводческий колхоз разыгрывает для гостей из «Ашхети» спектакль, имеющий прямое отношение к спору.
Рассказчик — певец Аркадий Чхеидзе переносит действие старинной китайской притчи в феодальную Грузию. В предместье города сносятся лачуги бедняков, поскольку губернатор желает разбить на этой земле свой сад. Тем временем великий князь, которому подчинён губернатор, терпит неудачи в войне с Персией, и против него восстают удельные князья; присланные ими латники увозят губернатора в неизвестном направлении, его жена, Нателла Абашвили, спешно покидает дворец и в суматохе забывает взять с собой грудного ребёнка, оставшегося на попечении служанки. Служанка, в свою очередь, просит судомойку Груше «подержать» ребёнка — и исчезает. Латники прибивают к городским воротам голову казнённого губернатора; слуги предостерегают Груше: князья вырезают друг друга целыми семьями, и за ребёнком будут охотиться, — но девушка не решается бросить его.
Груше с младенцем скитается в горах, не находя сочувствия ни у бедных, ни у богатых; преследуемая латниками князя Казбеки, она добирается наконец до своей деревни и находит приют в доме брата — Лаврентия Вахнадзе; ребёнка Груше выдаёт за своего, отцом называет солдата Симона Хахаву, служившего в страже губернатора и предлагавшего ей руку и сердце.
Проходит время, Лаврентий, для которого Груше становится обузой, уговаривает её выйти замуж за умирающего крестьянина. Великий князь, получив военную помощь от персидского шаха, возвращается и прекращает междоусобную войну, — известие об этом приходит в деревню в день бракосочетания Груше, и муж её тотчас оживает: смертельную болезнь он симулировал, чтобы избежать призыва в армию. Некоторое время спустя Симон находит Груше, но, пока она объясняется с солдатом по поводу своего замужества, приходят латники и забирают ребёнка, чтобы вернуть его Нателле Абашвили.
В тот день, когда был свергнут великий князь и обезглавлен губернатор Абашвили, деревенский писарь Аздак нашёл в лесу старика-беженца, скрывавшегося от полиции, и спрятал его в своём жилище. Узнав позже, что он приютил великого князя, Аздак решил добровольно предстать перед судом, но, как выяснилось, взбунтовавшиеся ковровщики повесили городского судью. Бунт был быстро подавлен, однако народ заметил, что с ним церемонятся, пока великий князь гуляет на свободе: «преступление» Аздака обернулось благим делом, и народ избрал его новым судьёй. Вернув себе власть, великий князь также назначил судьёй своего спасителя. К этому весьма неординарному в своих решениях судье, охотно берущему взятки с богатых, пришлось обратиться за помощью вдове губернатора, для которой речь идёт о наследстве.
Выслушав обе стороны, Аздак устраивает испытание: ставит ребёнка, уже двухлетнего, в меловой круг и предлагает женщинам тянуть его за руки в разные стороны. Груше, пожалев ребёнка, отпускает его ручку. Аздак приказывает тянуть ещё раз, и снова Груше отпускает ручку ребёнка, боясь причинить ему боль. Аздак присуждает ребёнка Груше, как настоящей матери. Как бы по ошибке, перепутав два дела, он разводит Груше с мужем. «Всё на свете, — заканчивает свою притчу певец, — принадлежать должно тому, от кого больше толку…»

## Художественные особенности
В пьесе «Кавказский меловой круг» наиболее последовательно воплотились принципы эпического театра Брехта, и это в первую очередь касается синтеза эпоса и драмы. В сценическом воплощении пьеса представляет собой спектакль в спектакле; Брехт использует фигуру рассказчика — «народного певца» (ашуга), который, оставаясь за пределами основного, старинного сюжета, дополняет и оценивает происходящее; помимо привычных зонгов Брехт использует речитативы, характерные для творчества народных певцов-сказителей. Старинный сюжет предстаёт в спектакле как материализуемый рассказ ашуга, «певец» как будто управляет ходом действия — облегчает Брехту и временны́е уплотнения, и пространственные переключения, — но, не вмешиваясь в него, не лишает действующих лиц самостоятельности. «Средства драмы, — пишет критик, — в „Кавказском меловом круге“ помножены на возможности эпоса».

## Сценическая судьба
Премьера в «Берлинер ансамбль» состоялась 15 июня 1954 года. Принципиальный противник «эпического театра» Брехта, главный редактор восточногерманского журнала «Театр дер цайт» Ф. Эрпенбек в очередной раз заявил, что отвергает теорию Брехта «как возможный путь в будущее»; газета «Ноейс Дойчланд», орган ЦК СЕПГ, вообще никак не откликнулась на новую постановку Брехта. «Лишь гастроли театра 1955 года в Париже и 1956 года в Лондоне… — пишет Э. Шумахер, — помогли по достоинству оценить эстетическую ценность этого спектакля». В ходе этих гастролей пресса признала спектакль одним из высших достижений Брехта-режиссёра и немецкого театра вообще.
В 1957 году «Кавказский меловой круг» был показан в Москве и Ленинграде во время гастролей театра. «Традиция, дошедшая с античных времён, — писала критик Е. Луцкая, — порождённая всем существом Народного театра — от карнавальных шествий до площадных мистерий, — ожила и предстала совсем юной в этом спектакле, где мудрость граничит с наивностью, условный гротеск уживается с изощрённым психологизмом, а комедийное начало мирно соседствует с трагическим». В этом спектакле отрицательные персонажи, в отличие от положительных, выступали как куклы или как маски, что некоторым критикам, в частности С. Мокульскому и Б. Ростоцкому, показалось неоправданным: изображение живых образов, на их взгляд, содержательнее. С этим не согласился Ю. Юзовский: «Актёр, представляющий куклу, жестом, походкой, ритмом, поворотами фигуры вычёрчивает рисунок образа, который по жизненности того, что он выражает, может поспорить с живым образом… И в самом деле, какое разнообразие убийственно-неожиданных характеристик — все эти лекари, приживалы, адвокаты, вояки и дамы! Эти латники с их мёртво мерцающими глазами, олицетворение разнузданной солдатчины. Или „великий князь“ (артист Эрнст Отто Фурманн), длинный, как глиста, весь вытянутый к своему алчному рту, — рот этот как бы цель, всё же прочее в нём средство».
По количеству постановок за пределами Германии «Кавказский меловой круг» стал одной из самых популярных пьес Б. Брехта. Постановку пьесы в Королевском шекспировском театре в марте 1962 года не только английская, но и немецкая пресса признала «лучшим лондонским Брехтом».
В Советском Союзе пьеса впервые была поставлена в марте 1964 года одновременно в двух московских театрах — в Театре имени Н. В. Гоголя и в Театре имени Вл. Маяковского, и если в спектакле А. Дунаева в Театре имени Гоголя критики отмечали продуманную и последовательную режиссёрскую концепцию, успех исполнителей двух главных ролей — Груше и Аздака, но при этом и невыявленность многих живописных возможностей пьесы, то в спектакле Театра имени Маяковского, при внешней красочности и яркости, режиссёр, по оценкам критиков, не сумел найти для пьесы адекватного сценического решения и актёрские удачи были отмечены лишь во второстепенных ролях, в частности Симон И. Охлупина.
Выдающимся событием театральной жизни стала постановка «Кавказского мелового круга», осуществлённая в 1975 году Робертом Стуруа в Тбилисском театре имени Шота Руставели, с музыкой Гии Канчели, — спектакль принёс режиссёру международную известность. По мнению Георгия Товстоногова, успех спектакля был обусловлен не в последнюю очередь тем, что режиссёр «с доверием отнёсся к авторскому определению места действия». В пьесе Брехта Кавказ — такая же абстракция, как и Китай в «Добром человеке из Сычуани»; страна, писал Товстоногов, названа в пьесе Грузией «только для того, чтобы показать, что это далеко от Германии, о которой автор прежде всего и думал»; но грузинский режиссёр погрузил её в национальный колорит, абстрактные образы обрели плоть и кровь: «Возникла не Грузия „вообще“, не сказочная страна, а конкретная среда, обстановка, атмосфера, а главное — конкретные люди. Это придало пьесе дополнительный смысл, а национальный темперамент актёров зарядил её эмоциональностью. Соединение принципов брехтовского театра с традициями грузинского народного искусства дало результат такой впечатляющей силы, что получился прекрасный спектакль, признанный во всём мире и открывший новый, сегодняшний путь к Брехту».

### Известные постановки
- 1954 — «Берлинер ансамбль». Постановка Б. Брехта, режиссёр М. Векверт; художник Карл фон Аппен; композитор Пауль Дессау. Роли исполняли: Аздак и Чхеидзе — Эрнст Буш, Груше — Ангелика Хурвиц, жена губернатора — Елена Вайгель, князь Казбеки — Вольф Кайзер, великий князь — Эрнст Отто Фурманн. Премьера состоялась 15 июня 1954 года
- 1955 — Театр Франкфурта-на-Майне. Постановка Гарри Буквица, художник Тео Отто. Роли исполняли: Груше — Кете Райхель (актриса театра «Берлинер ансамбль»), Аздак — Ганс Эрнст Егера, князь — Эрнствальтер Митульский, Певец — Отто Роувеля. Премьера состоялась 28 апреля 1955 года
- 1962 — Королевский шекспировский театр. Постановка Уильяма Гаскилла; роль Груше исполняла Пэтси Бирн.

#### В СССР
- 1964 — Московский театр имени Н. В. Гоголя. Постановка А. Дунаева, художник М. Варпех. Роли исполняли: Груше — Л. Гаврилова, Аздак — А. Краснопольский
- 1964 — Московский театр имени Вл. Маяковского. Постановка В. Дудина, художники В. Кривошеина и Е. Коваленко. Роли исполняли: Груше — Г. Анисимова, Аздак — Л. Свердлин, Симон — И. Охлупин, свекровь — Н. Тер-Осипян
- 1975 — Тбилисский театр имени Шота Руставели. Постановка Роберта Стуруа, композитор Гия Канчели. Роли исполняли: Чхеидзе — Жанри Лолашвили, Груше — Иза Гигошвили, Аздак — Рамаз Чхиквадзе, Симон — Каха Кавсадзе, Натела Абашвили — Маринэ Тбилели, Лаврентий Вахнадзе — Джемал Гаганидзе[13][14]

#### В России
- 2001 — Омский драматический театр «Пятый театр». Постановка Автандила Варсимашвили. Роль Груше исполняла Мария Долганева.
- 2016 — Московский театр имени Вл. Маяковского. Постановка Н.Кобелева в жанре «джазовое роуд-муви».

### В Венгрии
- 2023 — Национальный драматический театр Будапешта, постановка Автандила Варсимашвили.[источник не указан 409 дней]